# Club Atlético Independiente (Bolivia)
Il Club Atlético Independiente, noto come Independiente Unificada, è una società calcistica boliviana di Potosí, fondata il 1º aprile 1926.

## Storia
In seguito alla sua fondazione prese parte al campionato del Dipartimento di Potosí. Nel 1971 partecipò per la prima volta alla Copa Simón Bolívar con il nome di Wilstermann Unificada. Ebbe l'occasione, nel 1977, di entrare nel novero delle squadre della prima edizione del campionato professionistico, giungendo al penultimo ultimo posto nel proprio girone. Nel 1978 giunse al quinto posto nel proprio gruppo, la Serie B, e per differenza reti rimase esclusa dalla seconda fase. Nel 1979 passò per la prima volta alla fase successiva. Per un punto rimase fuori dalla terza fase. Nel 1980, nel primo torneo a girone unico nella storia del calcio professionistico boliviano, giunse al 13º e penultimo posto. Nel 1981 ripeté la prestazione dell'anno precedente, salvandosi ancora dalla retrocessione; lo stesso non avvenne nel 1982, allorché, con 15 punti in classifica, l'Independiente Unificada venne retrocessa. Nello stesso anno registrò una delle più larghe sconfitte della storia della massima serie boliviana, perdendo per 11-0 contro il The Strongest il 4 aprile 1982.